# Miss Európa
A Miss Európa egy évente megrendezett szépségverseny.

## Győztesek

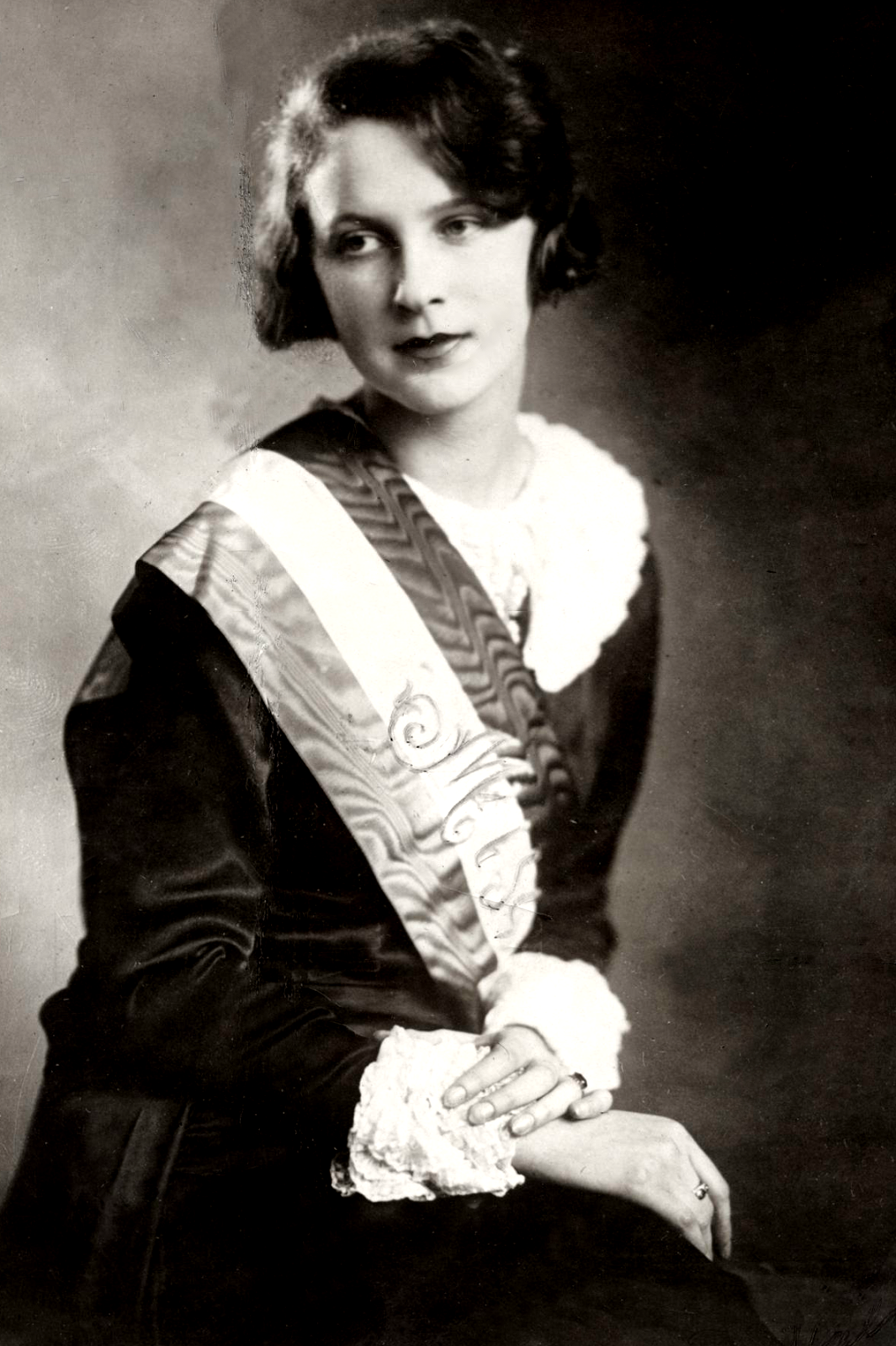
Simon Böske 1929

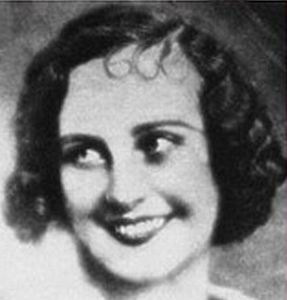
MR & ME - 1933

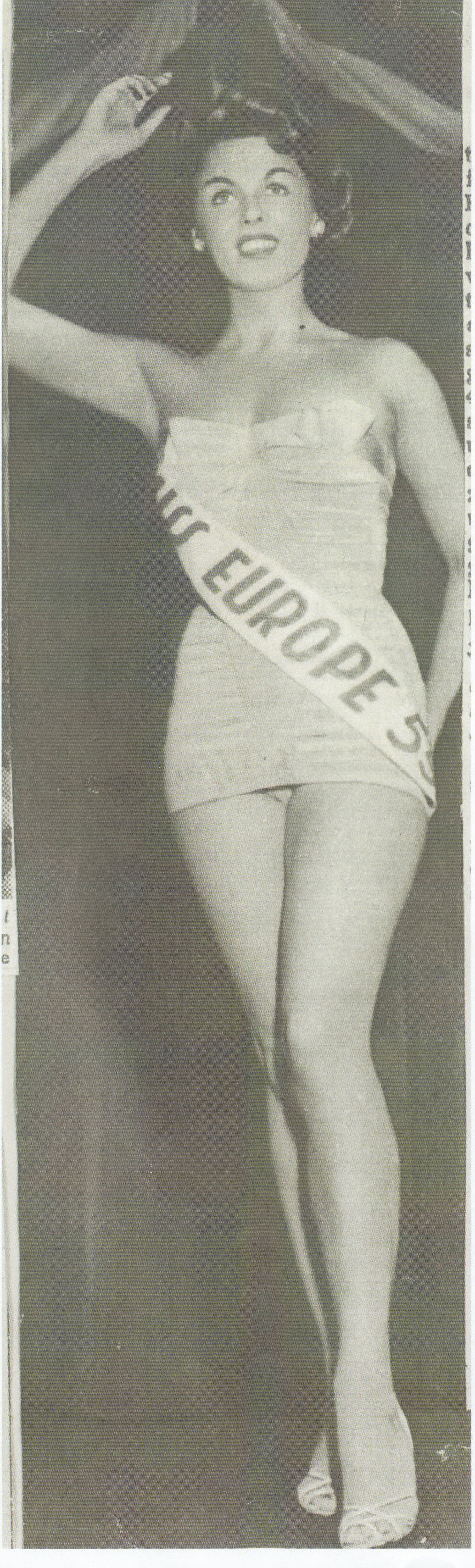
Miss Európa 1954-55

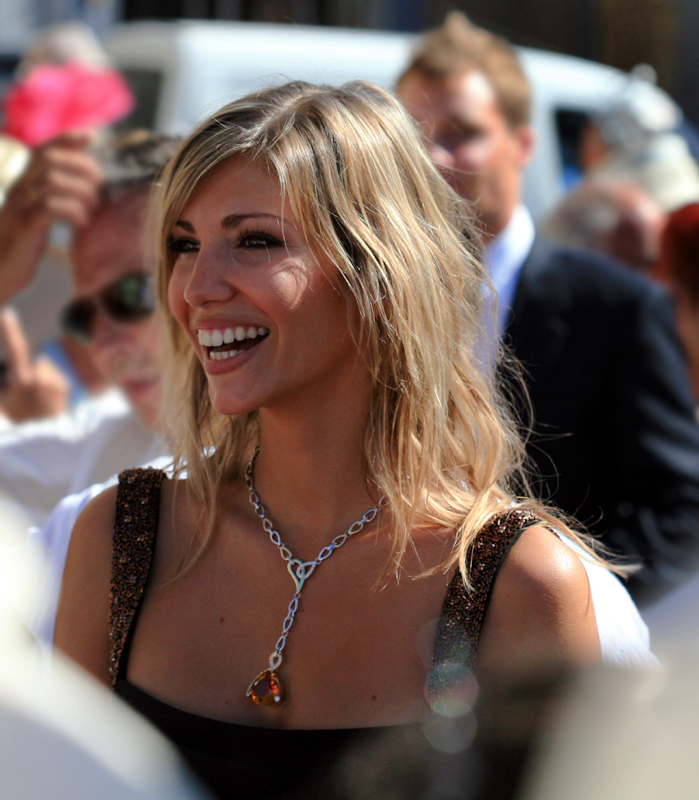
Miss Európa 2006

| Év                                                 | Miss Európa                             | Nemzetiség    | Verseny helyszíne                            |
| -------------------------------------------------- | --------------------------------------- | ------------- | -------------------------------------------- |
| 1928                                               | Stefanie Job                            | Svájc         | Párizs, Franciaország                        |
| 1929                                               | Simon Böske                             | Magyarország  | Párizs, Franciaország                        |
| 1930                                               | Aliki Diplarakou                        | Görögország   | Párizs, Franciaország                        |
| 1931                                               | Jeanne Juilla                           | Franciaország | Párizs, Franciaország                        |
| 1932                                               | Åse Clausen                             | Dánia         | Nizza, Franciaország                         |
| 1933                                               | Tatiana Maslow                          | Oroszország   | Madrid, Spanyolország                        |
| 1934                                               | Ester Toivonen                          | Finnország    | Hastings, Egyesült Királyság                 |
| 1935                                               | Alicia Navarro                          | Spanyolország | Párizs, Franciaország                        |
| 1936                                               | Antonia Arques                          | Spanyolország | Tunisz, Tunézia                              |
| 1937                                               | Britta Wikström                         | Finnország    | Algír, Algéria                               |
| 1938                                               | Sirkka Salonen                          | Finnország    | Koppenhága, Dánia                            |
| 1939 és 1947 között a versenyt nem rendezték meg!  |                                         |               |                                              |
| 1948                                               | Jacqueline Donny                        | Franciaország | Enghien-les-Bains, Franciaország             |
| 1949                                               | Juliette Figueras                       | Franciaország | Palermo, Olaszország                         |
| 1950                                               | Hanni Schall                            | Ausztria      | Rimini, Olaszország                          |
| 1951                                               | Jacqueline Genton                       | Svájc         | Palermo, Olaszország                         |
| 1952                                               | Günseli Başar                           | Törökország   | Nápoly, Olaszország                          |
| 1953                                               | Eloisa Cianni                           | Olaszország   | Isztambul, Törökország                       |
| 1954                                               | Christel Schaack                        | Németország   | Vichy, Franciaország                         |
| 1954                                               | Danièle Gerault                         | Franciaország | Vichy, Franciaország                         |
| 1955                                               | Inga-Britt Söderberg                    | Finnország    | Helsinki, Finnország                         |
| 1956                                               | Margit Nünke                            | Németország   | Stockholm, Svédország                        |
| 1957                                               | Corine Rottschäfer                      | Hollandia     | Baden-Baden, Németország                     |
| 1958                                               | Johanna (Hanni) Ehrenstrasser           | Ausztria      | Isztambul, Törökország                       |
| 1959                                               | Christine Spatzier                      | Ausztria      | Palermo, Olaszország                         |
| 1960                                               | Anna Ranalli                            | Olaszország   | Bejrút, Libanon                              |
| 1961                                               | Ingrun Helgard Möckel                   | Németország   | Bejrút, Libanon                              |
| 1962                                               | Maruja García Nicoláu                   | Spanyolország | Bejrút, Libanon                              |
| 1963                                               | Mette Stenstad                          | Norvégia      | Bejrút, Libanon                              |
| 1964                                               | Elly Konie Koot                         | Hollandia     | Bejrút, Libanon                              |
| 1965                                               | Juliana Herm                            | Németország   | Nizza, Franciaország                         |
| 1966                                               | Maria Dornier                           | Franciaország | Nizza, Franciaország                         |
| 1967                                               | Paquita Torres Pérez                    | Spanyolország | Nizza, Franciaország                         |
| 1968                                               | Leena Marketta Brusiin                  | Finnország    | Kinshasa, Kongói Demokratikus Köztársaság    |
| 1969                                               | Sasa Zajc                               | Jugoszlávia   | Rabat, Marokkó                               |
| 1970                                               | Noelia Alfonso Cabrera                  | Spanyolország | Piraeus, Görögország                         |
| 1971                                               | Filiz Vural                             | Törökország   | Tunisz, Tunézia                              |
| 1972                                               | Monika Sarp                             | Németország   | Estoril, Portugália                          |
| 1973                                               | Anke Maria Groot                        | Hollandia     | Kitzbühel, Ausztria                          |
| 1974                                               | Maria Isabel (Maribel) Lorenzo Saavedra | Spanyolország | Bécs, Ausztria                               |
| 1975-ben a versenyt nem rendezték meg!             |                                         |               |                                              |
| 1976                                               | Riitta Inkeri Väisänen                  | Finnország    | Rodosz, Görögország                          |
| 1977-ben a versenyt nem rendezték meg!             |                                         |               |                                              |
| 1978                                               | Eva Maria Düringer                      | Ausztria      | Helsinki, Finnország                         |
| 1979-ben a versenyt nem rendezték meg!             |                                         |               |                                              |
| 1980                                               | Karin Zorn                              | Ausztria      | Puerto de la Cruz, Spanyolország             |
| 1981                                               | Anne Mette Larsen                       | Dánia         | Birmingham, Anglia                           |
| 1982                                               | Nazlı Deniz Kuruoğlu                    | Törökország   | Isztambul, Törökország                       |
| 1983-ban a versenyt nem rendezték meg!             |                                         |               |                                              |
| 1984                                               | Neşe Erberk                             | Törökország   | Bad Gastein, Ausztria                        |
| 1985                                               | Juncal Rivero Fadrique                  | Spanyolország | Mainz, Németország                           |
| 1986-ban és 1987-ben a versenyt nem rendezték meg! |                                         |               |                                              |
| 1988                                               | Michela Rocco di Torrepadula            | Olaszország   | Ragusa, Olaszország                          |
| 1989-ben és 1990-ben a versenyt nem rendezték meg! |                                         |               |                                              |
| 1991                                               | Susanne Petry                           | Németország   | Dakar, Szenegál                              |
| 1991                                               | Katerina Michalopoulou                  | Görögország   | Dakar, Szenegál                              |
| 1992                                               | Marina Tsintikidou                      | Görögország   | Athén, Görögország                           |
| 1993                                               | Arzum Onan                              | Törökország   | Isztambul, Törökország                       |
| 1994                                               | Lilach Ben-Simon                        | Izrael        | Isztambul, Törökország                       |
| 1995                                               | Monika Žídková                          | Csehország    | Isztambul, Törökország                       |
| 1996                                               | Marie-Claire Harrison                   | Anglia        | Tirana, Albánia                              |
| 1997                                               | Isabelle Darras                         | Görögország   | Görögország                                  |
| 1998-ban a versenyt nem rendezték meg!             |                                         |               |                                              |
| 1999                                               | Yelena Rogozhina                        | Oroszország   | Bejrút, Libanon                              |
| 2000-ben a versenyt nem rendezték meg!             |                                         |               |                                              |
| 2001                                               | Elodie Gossuin                          | Franciaország | Bejrút, Libanon                              |
| 2002                                               | Svetlana Koroleva                       | Oroszország   | Bejrút, Libanon                              |
| 2003                                               | Laky Zsuzsanna                          | Magyarország  | Nogent-sur-Marne, (Eurodisney) Franciaország |
| 2004-ben a versenyt nem rendezték meg!             |                                         |               |                                              |
| 2005                                               | Shermine Shahrivar                      | Németország   | Párizs, Franciaország                        |
| 2006                                               | Alexandra Rosenfeld                     | Franciaország | Kijev, Ukrajna                               |

## Győzelmek

Miss Európa győztes országok térképe 2008-ig.

| Győzelmek száma | Ország                                            |
| --------------- | ------------------------------------------------- |
| 7               | Franciaország, Németország, Spanyolország         |
| 6               | Finnország                                        |
| 5               | Ausztria, Törökország                             |
| 4               | Görögország                                       |
| 3               | Olaszország, Hollandia, Oroszország               |
| 2               | Dánia, Magyarország, Svájc                        |
| 1               | Csehország, Anglia, Izrael, Norvégia, Jugoszlávia |

## Versenyek

### 1929
Az 1929. évi győztes a magyar Simon Böske volt, egy keszthelyi orvos lánya, akit ugyanazon év januárjában választottak Miss Hungáriává. A párizsi versenyen magyar versenyző döntő fölényben volt, a neves művészekből álló zsűri órákon át mérlegelte az döntést, míg 16 zsűritagból 11 Böskére szavazott, köztük Besnard, aki a zsűriben Franciaországot képviselte. A versenyen a második helyet a német, a harmadikat az osztrák versenyző nyerte el.
A döntő után Gaston Doumergue francia köztársasági elnök telefonon gratulált neki, és állítólag a következőket mondta: „Kisasszonyom, kívánom, hogy hazája rövid időn belül legyen olyan boldog és olyan szerencsés, mint Ön.”. Később az elnök külön-kihallgatáson is fogadta Böskét. Győzelme után Böske az újságírók kérdésére azt felelte, nem akar sem színpadra menni, sem moziszínésznő lenni, hanem „férjhez akarok menni egy csinos, intelligens, vagyonos fiúhoz úgy, amint az kedvenc regényeimben szokott történni”.
A döntő után Párizs egyik előkelő vendéglőjében bankettet adtak a versenyzők tiszteletére, míg a magyar kolónia a Lukács-féle magyar vendéglőben folytatta az ünneplést. A következő napon a Hotel du Palais d'Orsay-ban ügynökök sora látogatta meg Miss Európát, akik valamennyien előnyös szerződéseket kínáltak, köztük volt a Paramount Pictures amerikai filmvállalat és 4 másik filmes cég küldötte is. A filmes ajánlatok mellett a győztes több ajándékot is kapott ruházati és kozmetikai cégektől, akik reklámarcnak szerették volna megnyerni Böskét. A Renault gyár 40 lóerős autót ajánlott fel. A versenyről készült filmfelvételekre nemcsak Európából de Amerikából is számos megrendelés érkezett.
Böske győzelmével nem csak a francia de a magyar és az erdélyi magyar sajtó is élénken és lelkesen foglalkozott, a Magyar Hírlap 1929. február 11-i száma vezércikket közölt róla Balatoni rege címmel (Zsolt Béla írása).
A döntő után Böske és a többi versenyző a francia Riviérára utazott, ahol a közönség igen nagy érdeklődéssel fogadta őket, és Böske több ünnepélyen is részt vett, valamint tervbe vették, hogy február 20-án ő lesz a monacói virágünnepély királynője, valamint március 7-én Cannes-ban egy nagyszabású jótékonysági ünnepségen vesz részt. Tárgyalások indultak meg, hogy Európa és az Amerikai Egyesült Államok legszebb lányai között szépségversenyt rendezzenek, melynek zsűrije 3 amerikai és 3 európai neves művész lenne. A párizsi lapok fényképeket közöltek Miss Európa riviérai tartózkodásáról, mely fényképet a mozikon kívül a színházak és a mulatók is minden este bemutattak a felvonásközökben.
Február 20-án, az előzetes terveknek megfelelően, Böske részt vett a monacói virágcsatában, ahol a menetben a négylovas díszhintója közvetlenül a monacói herceg hintója mögött haladt. Szintén február 20-án a francia Temps újság cikkben foglalkozott a Miss Európa-választással, és külön kiemelték, hogy dicséretre és követésre méltó, hogy a győztest nem szédítette meg a siker és nem álmodozik filmkarrierről, csupán egy jó férjre vágyik.
Az általános magyarországi lelkesedés mellett kritikus és ironikus hangok is megszólaltak Böske győzelme kapcsán. A Corriere della Sera olasz napilap budapesti tudósítójától közölt levelet, melyben ironikusan írt a magyarok lelkesedéséről. Ezzel kapcsolatban a magyar lapok azt írták, hogy Miss Európa megválasztása nem csekély mértékben fog hozzájárulni a trianoni szerződés revíziójára irányuló törekvések sikeréhez. Az objektivitás érdekében közölték az Új Nemzedék című lap cikkében írtakat is, mi szerint a megválasztott győztest nem Miss Hungáriának, hanem Miss Izraelnek kellene hívni. Később, egy hollywoodi szépségverseny kapcsán a magyar sajtó követelni kezdte, hogy Böske gyászruhában, kezében Csonka-Magyarország térképével jelenjen meg a versenyen, amihez az amerikai Daily Telegraph azt fűzte hozzá, hogy még a szépséget is a magyar irredenta politika szolgálatába akarják állítani.
Böske külföldi körútja után, mely alatt több ünnepélyen és bálon vett részt különböző országokban, március 13-án Budapestre érkezett, a Keleti Pályaudvarra, ahol hatalmas tömeg várta. A várócsarnok annyira megtelt, hogy a rend fenntartására nem csak a rendőrséget, de pótszakaszokat kellett kirendelni, és néhányszor ki kellett üríteni a csarnokot, de a tömeg mindannyiszor visszament. A vonat érkezésekor már kordonokat kellett vonni és a pályaudvar előtt lovasrendőrök vigyáztak a rendre. Miss Európa érkezésekor több üdvözlőbeszéd hangzott el. Némethy Károly, Budapest főjegyzője az alábbiakat mondta:
„Budapest Székesfőváros főpolgármestere nevében üdvözlöm Önt, aki diadalmas szépségével dicsőséget szerzett ennek a szegény legyőzött országnak éppen a győztes, volt ellenfelek között. Ezt a győzelmet külső testi szépsége szerezte meg, kívánom, hogy az élet a belső lelki szépségen keresztül adjon ennél is nagyobb örömet: megelégedést és boldogságot.” Simon Böske erre így válaszolt:
„Végtelenül örülök ennek a szeretetteljes fogadtatásnak és hálásan köszönöm Budapest székesfőváros üdvözlését. Nem annak örülök, hogy Miss Európa lettem, hanem annak, hogy általam Miss Hungária lett Miss Európa és ezzel s magyar népnek szerezhettem dicsőséget. Egész fővárosomat, Budapestet végtelen nagy szeretettel köszöntöm és nagyon örülök, hogy újból itthon lehetek.” A köszöntő beszédek után több ezer fős kíséret és rendőri biztosítás mellett Böske autón a Gellért Szállóba vonult, ahol néhány nappal később nagyszabású bált adtak a tiszteletére a szálló összes termeiben.
Böske március 17-én délelőtt az Újságírók Kórház- és Szanatóriumegyesülete javára autogramokat adott, melyek ára 1 pengő volt. A híradások hangsúlyozták, hogy ez az egyetlen alkalom, amikor Miss Európától autogram kapható. Ezen a napon Böskét antiszemita inzultus érte, mivel egy női küldöttség Miss Palesztinának nevezte, és autóján utazva a „ronda zsidó lány”, és „nem vagy magyar!” kiáltásokat küldtek felé.
Április 10-én a francia sajtóban cáfolták, hogy Böske részt venne egy amerikai szépségversenyen, mivel ezen a rendezvényen ugyanazok az európai szépségkirálynők vennének részt, akiket Böske már egyszer legyőzött, így értelmetlen lenne még egyszer versenyeznie velük. Ugyanakkor újra megerősítették, hogy Miss Amerika és Miss Európa között versenyt rendeznek valószínűleg egy francia fürdőhelyen.
Április 30-án német lapok Böske eljegyzéséről adtak hírt.
Július 27-én zajlott le a deauville-i kaszinóban a verseny Miss Európa és Miss Amerika között, melyen holtverseny alakult ki, és a nemzetközi zsűri úgy döntött, hogy az 50000 frankos díjat megosztja a két versenyző között. A hattagú zsűri 3 európai tagja Van Dongen és Domergue festő, és La Manaca szobrász voltak.

### 1930
A versenyt február 5-én tartották a párizsi Journal szerkesztőségében. Mivel 19 ország szépe vett részt rajta, ezért a zsűri is 19 főből állt, melyben minden részt vevő ország képviseltette magát. A magyar küldött egy Vértes nevű zsűritag volt. A zsűri 3 és fél órás tanácskozás után hozta ki győztesnek a görög versenyzőt, Alice Diplarakout, aki 18 éves volt és Spártában született egy ügyvéd lányaként.

## Videók
- Filmhíradók Online / Miss Európa 1933.. filmhiradok.nava.hu, 2011 [last update]. [2013. március 8-i dátummal az eredetiből archiválva]. (Hozzáférés: 2011. április 13.)